# Giuseppe Straccali
Giuseppe Straccali, detto Beppaccio (Ponte d'Arbia, 7 giugno 1798 – Siena, 23 maggio 1840), è stato un fantino italiano.
Ha vinto il Palio di Siena il 16 agosto 1838, con i colori della Contrada della Civetta. Complessivamente ha disputato sette volte la corsa senese.
Era il cognato del fantino Luigi Brandani detto Cicciolesso.

## Presenze al Palio di Siena
| Palio          | Contrada   | Cavallo                 | Note |
| -------------- | ---------- | ----------------------- | ---- |
| 3 luglio 1836  | Pantera    | Morello di G. Soldatini |      |
| 16 agosto 1836 | Drago      | Baio di G. Piazzesi     |      |
| 2 luglio 1837  | Torre      | Morello di G. Soldatini |      |
| 16 agosto 1837 | Tartuca    | Morello di F. Santini   |      |
| 16 agosto 1838 | Civetta    | Morello di G. Soldatini |      |
| 2 luglio 1839  | Istrice    | Baio di A. Rogani       |      |
| 16 agosto 1839 | Chiocciola | Morello di G. Paolini   |      |